# Nahrani me z besedami
Nahrani me z besedami je slovenski dramski film iz leta 2012. Napisal in režiral ga je Martin Turk, za katerega je to celovečerni prvenec.
Scenarij so navdihnile Turkove sanje o mladem moškem, ki na kolenih pri beraču – Jezusu – išče razodetje. Mlajši sin v filmu ponazarja Jezusa, izgubljenega sina, ki berača, očeta, prosi za razodetje in sprejetje. Za Turka je Jezus metafora za iskanje samega sebe in svojega mesta v življenju. Očeta in sina Cavazzo je imel v mislih že med pisanjem scenarija, pri katerem mu je pomagal Franz Rodenkirchen.
Za Chrisa Eckmana je bilo to peto sodelovanje s Turkom.

### Zgodba
V filmu se prepletajo tri zgodbe. Robert, ki živi z avtoritarnim očetom, v Italiji med iskanjem Jezusove pisave naleti na brezdomca, Jezusovega potomca, ki mu pove, da se bliža Konec. Neha klicati domov, zaradi česar je njegov oče Janez prisiljen poklicati svojega odtujenega starejšega sina, menedžerja Mateja. Skupaj ga gresta iskat v Rim. K Janezovi dementni ženi Irini se začasno priseli Matejeva žena Ana s hčerko Veroniko. Ana noče sprejeti Veronikine vezi z babico.

### Financiranje in produkcija
Projekt je bil ocenjen na 1.250.820 evrov. Podprli so ga Slovenski filmski center (549.468 evrov), MEDIA, podprogram Ustvarjalne Evrope EU (za razvoj projekta: 11.684,72 evrov) in Filmska komisija Furlanije - Julijske krajine. Producirala ga je Bela film v sodelovanju z RTV Slovenija, Studiem Dim in RAI - deželnim sedežem za FJK.
Film so začeli snemati leta 2011 v Lipici pri Škofji Loki, nadaljevali pa so v Ljubljani in okolici ter Trstu in okolici.

## Sprejem pri kritikih in gledalcih

### Kritiki
Marcela Štefančiča jr. je film razočaral, saj je Turk kot režiser kratkih filmov obetal. Napisal je, da je sit gledanja Cavazz v vlogi sina in očeta ter da je film verbalno hendikepiran. Srečanje Roberta z brezdomcem je označil za podcenjevanje inteligence publike, zgodovine filma s Tarkovskim vred in Italije, sam film pa za sterilno, naivno in neposrečeno kombinacijo Brownove Da Vincijeve šifre in Milekine biografije Borisa Cavazze (končna ocena: »proti«).
Peter Kolšek je lik Roberta označil za bogoiskateljsko zgubo, film pa za spodleteli projekt, ki že na prvem križišču ni vedel, kam iti. Pri scenariju mu ni bilo jasno, katera zgodba je v ospredju.
Denis Valič je Turka predstavil kot nadarjenega režiserja kratkih in srednjemetražnih filmov, katerega celovečerni prvenec je na 15. Festivalu slovenskega filma ostal spregledan. Razlog za to je našel v njegovi izmuzljivosti. Sam meni, da njegove podobe čez čas padejo v skladno celoto ter da Robertov odhod na teren razkrije pravi smisel filma, ki je celjenje ran neke družine, ne pa obsedenost s Kristusovo pisavo.
Vid Šteh je napisal, da se film po obetavnem začetku izgubi ter postane dolgočasen, pretenciozen in kvaziartističen. Zaplet se mu zdi klišejski, zgodba o Matejevi ženi pa nepotrebna. Pohvalil je le igro Henigmana (končna ocena: 3).
Špela Barlič je film pohvalila. Napisala je, da se misteriozni triler izkaže za kompleksno družinsko dramo ter da je Turk, ki se rad ukvarja z medosebnimi odnosi, napredoval v svoji vsebinski in formalni ambicioznosti.

### Obisk v kinu
Film je videlo 3118 gledalcev.

## Zasedba
- Sebastijan Cavazza: Matej
- Boris Cavazza: Janez
- Jure Henigman: Robert
- Maša Derganc: Ana
- Miranda Caharija: Irina
- Iza Veselko: Veronika
- Maurizio Zacchigna: brezdomec

## Ekipa
- fotografija: Radislav Jovanov
- glasba: Chris Eckman
- montaža: Tomislav Pavlic
- scenografija: Maja Moravec
- kostumografija: Emil Cerar
- maska: Mojca Gorogranc Petrushevska
- zvok: Miha Jaramaz

## Izdaje na nosilcih
- Nahrani me z besedami = Feed me with your words. video DVD. Vojnik : Fivia, 2013.